# 1st LIVE FILM -AMAZING BUDOKAN 2020-
『1st LIVE FILM -AMAZING BUDOKAN 2020-』（ファースト ライブ フィルム アメイジング ブドウカン 2020）は、日本のロックバンド・go!go!vanillasが2021年6月30日にGetting Betterより発売した初の映像作品。

## 概要

### 日本武道館公演
go!go!vanillas史上初となる日本武道館公演。バンド結成当初から目標としていた会場である。
ビートルズのように、メンバー全員がそれぞれが作った楽曲を披露した。
「69」（=ロック)の数字が象られた360度ステージでライブが行われた。ステージ中央のドラム台は回転できた。3本の花道があり、道の途中にマイクが置かれている。
新型コロナウイルス感染拡大の影響で、観客動員数は会場キャパシティの半分以下である、約6000人であった。これを受けて、次に日本武道館でライブをする際には会場を満員にすることを宣言した。なおこの宣言は2022年に行われた日本武道館公演にて達成された。
Streaming+、WOWOWにて有料で生配信された。

### ライブツアー
2020年1月10日に、同年6月に東名阪3公演と北海道4公演の全7公演のツアー『go!go!vanillas TOUR 2020 〜ツアータイトルは5/5に発表〜』が開催されることが発表された。
2020年5月5日にYouTube Liveにて行われたライブ配信『READY STEADY go!go! “重大発表” 特別配信 〜Don’t Stop The Music 自宅アコースティックライブ〜』にて、ツアータイトルは『ROAD TO AMAZING BUDOKAN TOUR 2020』であることと、11月に日本武道館を含む4公演の追加公演が開催されることが発表された。
5月26日に、新型コロナウイルス感染拡大の影響で、6月に予定されていた公演が2021年1月に開催延期されることが発表された。
11月23日に「ROAD TO AMAZING BUDOKAN TOUR 2020 -FINAL-」として日本武道館公演が開催された。
12月4日に、2021年1月に延期されていた公演の開催中止が発表された。これにより、日本武道館公演が名実ともにツアーファイナルとなった。
なお、このとき中止された北海道を巡るツアー行程のリベンジ公演として、「First Lab. TOUR」と題された北海道ツアーが2025年7月に開催された。

### ライブ映像作品
2021年4月9日に今作のリリースが発表された。
5月12日から3日連続で今作収録のライブ映像やライブ音源が解禁された。5月12日には「オリエント」のライブ映像が公開され、5月13日には「アメイジングレース」のライブ音源、5月14日には「マジック」のライブ音源がストリーミング配信された。

## 収録内容

### ROAD TO AMAZING BUDOKAN TOUR 2020 -FINAL-
1. オリエント
  - 歌詞の一部を「日本武道館」に変えて披露された[5]。
2. アメイジングレース
3. マジック
4. デッドマンズチェイス
  - メンバー全員がボーカルを担当する楽曲。
5. チェンジユアワールド
6. ヒンキーディンキーパーティークルー
7. バームクーヘン
  - プリティがボーカルを担当する楽曲。
8. JETT ROCK SCHOOL
  - ジェットセイヤがボーカルを担当する楽曲。
  - メンバーが担当楽器をシャッフルして披露された。牧がドラム、柳沢がベース、プリティがギター、ジェットセイヤがボーカルとギターを担当した。
9. バイバイカラー
10. イノセンス
  - 柳沢がボーカルを担当する楽曲。
11. パラノーマルワンダーワールド
12. TTNoW
  - サウナをイメージした、蒸気が上がるステージ上で披露された[4]。
13. 鏡
  - 牧の、ビートルズの日本武道館公演に関するMCからの披露[5]。
14. カウンターアクション
15. No.999
16. エマ
17. 平成ペイン
18. おはようカルチャー
  - 上京やメンバーとの出会いについての牧のMCからの披露[5]。
19. 人間讃歌
20. アクロス ザ ユニバーシティ
  - ここからアンコール。メンバー全員のMCからの披露。プリティが「おためしベーシスト」を卒業[5]。
  - 曲が始まる前に柳沢のギターの音が出なくなるハプニングが起こった[3]。
21. ギフト
  - 歌詞の一部を「日本武道館」に変えて披露された[5]。

### DOCUMENTARY FILM -ROAD TO AMAZING BUDOKAN TOUR 2020-
「ROAD TO AMAZING BUDOKAN TOUR 2020」(名古屋・福岡・神戸)から日本武道館当日に至るまでの舞台裏や、貴重なリハーサル映像、メンバー4人の個別インタビュー等、武道館終演2日後までを完全密着したドキュメント映像。

## 参加ミュージシャン
go!go!vanillas
- 牧達弥（ボーカル・ギター）
- 柳沢進太郎（ギター・ボーカル）
- 長谷川プリティ敬祐（ベース）
- ジェットセイヤ（ドラムス）

## ライブ音源
前述の通り、5月12日と13日に今作に収録されている「アメイジングレース」と「マジック」のライブ音源がストリーミング配信された。
| #  | タイトル                                               | 作詞 | 作曲・編曲 | 時間  |
| -- | ------------------------------------------------------ | ---- | ---------- | ----- |
| 1. | 「アメイジングレース (Live at 日本武道館 2020.11.23)」 |      |            | 04:09 |

| #  | タイトル                                     | 作詞 | 作曲・編曲 | 時間  |
| -- | -------------------------------------------- | ---- | ---------- | ----- |
| 1. | 「マジック (Live at 日本武道館 2020.11.23)」 |      |            | 04:01 |

## 豪華限定セット
go!go!vanillasオフィシャルファンクラブ「go!go!club」及びVictor Online Store限定で販売された、受注生産商品。

### 追加コンテンツ
- ライブ音源CD

ライブ音源を収録した本セット特別盤CD2枚（前編 / 後編）が付属。
- PHOTO BOOK

公演当日のリハーサルから本番まで、記念すべき初の日本武道館公演の一日を追った密着写真とインディーズアルバム「SHAKE」以降のライブヒストリー年表をデザインした豪華100ページのPHOTO BOOK。
- “69”BACK STAGE FILE -AMAZING BUDOKAN 2020-

“69”ステージの舞台・音響・照明・演出図面等を関係者のインタビューを交えながら様々な情報で武道館公演を紐解くデータファイル。
- ステッカー